# تينا مور
تينا مور (بالإنجليزية: Tina Moore)‏ هي مغنية أمريكية، ولدت في 17 أكتوبر 1970 في راسين في الولايات المتحدة.

## وصلات خارجية
- تينا مور على موقع ميوزك برينز (الإنجليزية)
- تينا مور على موقع أول ميوزيك (الإنجليزية)
- تينا مور على موقع ديسكوغز (الإنجليزية)